# 繩舞真刺蝦
繩舞真刺蝦（学名：Eumunida funambulus）为劣柱蝦科真刺蝦屬下的一个种。